# GREAT PRETENDER
『GREAT PRETENDER』（グレートプリテンダー）は、WIT STUDIO制作による日本のテレビアニメ作品。2020年6月よりNetflixで先行配信された後、7月から12月までフジテレビ「+Ultra」枠にて放送された。
続編として『GREAT PRETENDER razbliuto』（グレートプリテンダー ラズブリウト）が2024年2月23日よりDMM TVにて独占配信された。
本作は『コンフィデンスマンJP』などで知られる古沢良太が初めて脚本を手掛けるオリジナルアニメ作品であり、コンゲーム（信用詐欺）を題材としたストーリーが描かれる。
GREAT PRETENDERとは、直訳で「とんでもない詐称者」を意味する。ED曲の『ザ・グレート・プリテンダー』の日本語訳では、「大した役者」「かなりの食わせ者」などとも訳されている。

## 制作
古沢良太が、2012年にWIT STUDIOのプロデューサーの和田丈嗣からオリジナルアニメの制作に声を掛けられ、監督の鏑木ひろと相談しつつ詐欺師の物語（コン・ゲーム）を構想していった。古沢にとっては初めてのアニメ作品でテレビドラマ「コンフィデンスマンJP」より先に筆を執っている。
1話の中で、伏線を張り、回収してオチをつけるのが難しいため、映画の分量でストーリーを4つつくるつもりで、4つのCaseに分けた物語となった。
メインキャラクター3人の素性が不明な「コンフィデンスマンJP」とは反対に、各Caseごとにキャラクターが掘り下げられていくことになっている。主人公は詐欺師だが愛嬌があって騙されやすい日本人の枝村となった。枝村とは対照的に才気あるリーダーにフランス人のローラン、女性キャラクターは中東系の影のある少女アビー、セクシーな大人の女性シンシア（ポーラ）が作られた。

## あらすじ

### CASE1: Los Angeles Conection
詐欺師の青年枝村 真人 (エダマメ)は、得意の英語で外国人観光客から金を騙し取ろうとするが、逆に大金30万円が入った自分の財布とすり替えられる。枝村は財布を盗ったローランを追いかけ、ロサンゼルス行きの飛行機に乗りこむが、それは枝村を利用しようとするローランの企みであった。
ローランは新型ドラッグ「サクラマジック」を、ハリウッドの裏社会を牛耳るマフィアの大物エディ・カッサーノに、500万ドルで売りこむ。枝村を開発した日本人博士に仕立て上げ、取り巻きのアビーが効果を証明する。枝村はサクラマジックの「レシピ」をつけて倍の1000万ドルで独占販売契約を結ぶが、カッサーノはサクラマジックの試作を要求。窮地に追い込まれた枝村だが、FBI捜査官のポーラ・ディキンスたちが、現場に突入。だがポーラはカッサーノの全財産1億ドルと引き換えに彼を釈放する。
実はポーラになりすましていたのは詐欺師のシンシアであり、ローランたち信用詐欺師コンフィデンスマンはカッサーノの全財産を巻き上げることに成功したのだった。翻弄された枝村は帰国後、交番に出頭する。

### CASE2: Singapore Sky
出所した枝村は、自動車整備士として働き始める。整備工場の親方にプロペラ機の整備を仕込まれた枝村は、エアレースのチームに整備士として派遣されるが、それはまたもやローランたちの企みだった。
ローランのターゲットは、産油国の王子でエアレースプロモーターである兄のサム・イブラヒムと、その弟で看板パイロットのクラーク・イブラヒム。彼らはシンガポールで八百長のエアレースを開催していた。シンシアは唯一の女性オーナーとして、アビーは唯一の女性パイロットとしてレースに出場し、サムとの駆け引きと実力でクラークとの決勝戦出場を確約させる。ローランは昨年レース中の事故で車椅子生活となったルイスと、その妻イザベルを呼び寄せ、枝村をイブラヒム兄弟の整備士として潜り込ませる。枝村は兄のサムをローランが作った偽の裏カジノに誘いこむ。 
エアレースの裏カジノに嵌まり、250万ドルの賭け金を失ったサムは、それを取り返そうと決勝戦でクラークに2500万ドルを賭ける。アビーたちの過去を知った枝村は、アビーの替わりにルイスを搭乗させる。真剣勝負の結果、僅差でクラークが勝利。しかし、ローランは偽の中継映像や勝利者の花火の色を変えるガラスフィルムでサムを欺き、賭け金全額を奪いとることに成功するのだった。

### CASE3: Snow of London
枝村は、ローランの紹介でフランスの中国人経営の寿司屋で働き、小さなレストランに下宿していたが、寿司屋はクレームで閉店、下宿の店も借金で売られると言う。枝村はコンフィデンスマンの仲間を集め、下宿に飾ってあった絵画を2万5千ユーロでクレームをつけた男に売りつけるが、その絵は長らく行方不明になっていた幻の名画「ロンドンの雪」で、買ったのは美術鑑定士ジェームズ・コールマンだった。シンシアはコールマンを破滅させようと宣言する。
ローランは闇美術商になりすまし、コールマンのオークションで「ロンドンの雪」を落札。この絵の贋作をコールマンに買い戻させる計画を進める。枝村はシンシアの元恋人トーマス・メイヤーに贋作を依頼。ローラン主催の闇オークションでコールマンはシンシアと競り合い、「ロンドンの雪」を1億ポンドで落札。だがアビーがコールマンのパトロン兼恋人のファラ・ブラウンにコールマンの正体を暴露。ファラに絶縁されたコールマンは絵と引き換えに全財産を失ったのだった。

### CASE4: Wizard of Far East
枝村はローランたちと決別し、日本で会社員として真面目に働き始める。だが、入社したスカーレット商会は朱雀アケミ率いる犯罪組織『朱雀連合会』のフロント企業で、アジア諸国で児童人身売買を行っていた。枝村はまたもやローランの企みで悪徳企業入社に仕向けられたのだった。
ローラン一味は、アビーをUAE王族のプリンセスとして10億円で売りつけ、脱走させる計画を実行。だが枝村が他の買われた子供たちも逃がそうとして失敗する。上海の犯罪組織「龍虎幇（ロンフーバン）」の幹部が来日。通訳のオズは枝村の父親だった。枝村はオズを引き入れ、再び子供たちと脱走を図るが、オズの密告でアビー、シンシアは海に沈められ、枝村は自らオズの始末をさせられる。ショックを受けた枝村は一転してアケミの忠実な側近となる。枝村の前に死んだはずのオズがあらわれ、ローランと龍虎幇の関わりを説明する。ローランはかつての恋人でコンフィデンスマンのドロシーを龍虎幇相手の詐欺に失敗して亡くしていた。枝村はしぶしぶオズとローランたちの計画に加わる。
アケミと龍虎幇のボス・劉 暁のテレビ会談で、枝村とオズは間違った通訳を続け、お互いが大金を用意することになった。龍虎幇が来日しアケミと対面。金と有価証券を出し合ったところで、警察に扮したシンシアたちが踏み込む。そこへなぜかカッサーノたちも乱入し、銃撃戦になる。残されたアケミたちは無人島に置き去りにされたことに気付く。
オズと枝村はそれぞれの幹部を薬で眠らせ、ローランが作ったハリボテの会長室に運び、金を騙し取る計画だったが、枝村は偽の銃撃戦を仕掛けてローランを騙したのだった。祝杯をあげたコンフィデンスマンたちは解散。ローランは新たな仕事に動き出す。

## 登場人物
枝村 真人（えだむら まこと） / エダマメ
声 - 小林千晃
主人公の日本人。老人や観光客を相手に詐欺をしかけ生計を立てている自称・日本一の天才詐欺師。だが詐欺師としての腕はローラン曰く「カスみたいなペテン師」。元来の性格は、真面目でお人好し。カプセルトーイのフィギュア集めを趣味としコーヒー好き。英語が得意だが、ローランからは、「色んな訛りが混ざった奇妙な方言」と評される。作中演出では、第1話後半から日本語に翻訳するというテロップと共に日本語以外のキャラクターは日本語で、枝村の台詞は東北訛りに近い台詞回しに変わっている。母親からは中国語も教わっており、朱雀アケミと上海の組織幹部との通訳も務めた。
父親の尾崎誠司（声 - 咲野俊介）は人望が厚く家族からも慕われる敏腕弁護士であったが、朱雀連合会の未成年人身売買に関与していたことで逮捕される。その後枝村は健康茶の会社に就職するが、会社が詐欺で摘発され、社長の工藤とともに逮捕され執行猶予付き有罪判決を受ける。そのため再就職できず、その間に入院中の母親・美紀（声 - 恒松あゆみ）が他界。出所してきた工藤とともに詐欺師として生計をたてるようになっていた。
性根が真面目なためローランにはいつも計画を知らされておらず、それもあってCASEを跨ぐごとにカタギに戻ろうと努力するも、いつもローランの手引でコンフィデンスマンの世界に引き戻されてしまう。
ローラン・ティエリー（Laurent Thierry）
声 - 諏訪部順一 / ステファノ・パガニーニ（仏語） / 张恩泽（中国語）
金髪のフランス人で信用詐欺師（コンフィデンスマン）。どんな状況でも落ち着いて切り抜け、世界中を飛び回っている。枝村を「エダマメ」と呼ぶ。枝村に本音を見せず、いつも騙すように詐欺に参加させて翻弄する。マルチリンガルで各国語を流暢に話す。
ベルギーのブリュッセル出身。母親のエマ（声 - 遠藤綾）と二人暮らしだったが、投資詐欺に遭い、エマは急死。その後、パリに移り、賭けポーカーで生計をたてる荒れた生活をしていたが、ドロシーにスカウトされ、コンフィデンスマンとなった。それからはオズこと枝村の父・尾崎やシウォンらと組んで詐欺を働き、めきめきと力を付けていった。
時に計画が行き当たりばったりのように見えたり、無茶な作戦を立てることから、アビーからは「金髪クソ野郎」と称されている。
アビゲイル・ジョーンズ / アビー（Abigail Jones）
声 - 藤原夏海
信用詐欺師（コンフィデンスウーマン）。小柄で短髪、褐色の肌と優れた運動能力の持ち主。普段はぶっきらぼうな性格で枝村にも厳しい。
中東出身で子供の頃はバレエを習う裕福な家庭に育つが、祖国の戦争に巻き込まれ、少年兵として戦っていた過去がある。その後、ブルックリンでストリートギャング相手に腕力で金を巻き上げていたところをローランにスカウトされた。
アニメ版ではCASE3以降は少し髪を伸ばしており、漫画版ではロングヘアーになっている。
シンシア・ムーア（Cynthia Moore）
声 - 園崎未恵 / ソフィー・フリゾン（仏語）
信用詐欺師（コンフィデンスウーマン）。赤髪、美貌と演技力で、男性を手玉に取る魅力を持つ女性。多数の不動産を所有し、そのうちのひとつである無人島の別荘はローラン一味との会合に使っている。
Case1では、ロス市警にも一目置かれるほどのFBIの敏腕捜査官・ポーラ・ディキンス（声 - 定岡小百合）を名乗っていた。
若いころはロンドンでウェイトレスをしながら舞台女優を目指していた。貧乏な画家のトーマスと出会い同棲し、結婚の約束もしていたが、彼が金のため贋作作りに手を出したのに幻滅して別れている。バーで金を巻き上げようとローランを色仕掛けで口説いたのをきっかけに、ローランにスカウトされる。
酒癖が悪く、打ち上げの時などはよく悪酔いしている。
工藤（くどう）
声 - 多田野曜平
枝村の相棒。元々は枝村が就職した会社の社長であったが詐欺により逮捕されている。人の良さそうな顔をしているが、本性は根っからの悪党で、先の詐欺で捕まる前から詐欺の常習犯だった。
年上だが枝村を「さん」付けで呼び、「天才」と称している。が、ローランに買収されて平気で枝村を騙しており、どこまで本気かは疑わしい。
コンフィデンスマンの一味に本格的に加わるために英語を真剣に勉強し、CASE2では枝村より上手く喋れるようになっていた。
キム・シウォン
声 - くじら
ローランに協力する信用詐欺師（コンフィデンスウーマン）の中年女性。Case.1では主婦、研究所員、Case.2では借金の取り立ての元締め、Case.3では香港の女マフィアとして登場した。
かつてはローラン、ドロシー、オズ（尾崎）とともにコンフィデンスマンの一味として活躍しており、最後の仕事で一緒に引退するつもりだったが計画は失敗。ローランがドロシーの件のリベンジを画策することを決意したのを見て、何かと助力している。
オズ / 尾崎誠司（おざきせいじ）
声 - 咲野俊介 / 周建（中国語）
枝村の父親。敏腕弁護士として名を馳せたが、児童人身売買で服役。その後、上海に渡り、龍虎幇の通訳となっていた。
その正体はローランがドロシー達と組んでいた時の仲間の一人で、大胆な手口から「魔法使い」と呼ばれていた。息子と同じく、英語を話すときは東北弁訛りになる。
自身のミスが原因でドロシーを死なせたという自責の念と、ローランからの直々の依頼を受け、朱雀連合会と龍虎幇を共倒れさせる計画に協力する。
計画に加担する中で家族に犯罪組織との関わりを持たせまいと、病床の妻や自身を憎む息子に説明することもできず、出所後ですら顔を合わせることを避けていた。（ただし妻にだけは一目会っていたようである）

### CASE1: Los Angeles Conection
エディ・カッサーノ
声 - 斧アツシ
表の顔はイタリア系アメリカ人の映画プロデューサーだが、ハリウッドでドラッグを流通させ、裏社会を牛耳るマフィアのボス。ローランが持ち込んだ新型ドラッグで新しいビジネスを画策している。
サラザール
声 - 竹内良太
カッサーノの部下で元ギャングのボス。施設に預けている一人息子のトム（声 - 種﨑敦美）のため、カッサーノの用心棒に甘んじている。
アンダーソン警部
声 - 谷昌樹
カッサーノを監視し、逮捕の機会をうかがうロス市警警部。実はカッサーノに買収されており、逮捕できないようごまかしている。

### CASE2: Singapore Sky
サム・イブラヒム
声 - 小松史法
産油国の王子で、兄弟の兄。国を追われて、「パスファインダーエアレース」のオーナー兼プロモーターになる。クラークの才能と自身の商才でエアレースを牛耳り、レースの結果を完全にコントロールして八百長をして稼いでいる。クラークとは対照的に落ち着きがあり疑り深い。自称、根っからの悪人。色仕掛けで迫るシンシアを、20歳以下の女性にしか興味がないと突き放した。
クラーク・イブラヒム
声 - 小林親弘
サムの弟で、パスファインダーエアレースの看板パイロット。甘いマスクとパイロットとしての才能、明るく社交的な性格で人気がある。
女好きでナンパな一面が見られるが、エアレースに打ち込む気持ちは本物で、本心では根回しなしで実力で勝ちたいと思っている。
CASE4で再登場しており、兄のサムと決別して、個人でエアレースに参加するようになったという。
ルイス・ミューラー
声 - 乃村健次
クラークのライバルとして活躍するエアレーサーだったが、レース中の事故により車椅子での生活を余儀なくされる。悪人面と口の悪さで、レース外でも悪役として人気者だった。
元軍人で、アビーの祖国攻撃に参加したことがある。
イザベル・ミューラー
声 - 佐古真弓
ルイスの妻。事故により情緒不安定になってしまった夫を献身的に支えているが、最近の悪態にはほとほと手を焼いている。

### CASE3: Snow of London
ジェームス・コールマン
声 - 安原義人
世界的に有名なイギリスの美術鑑定士で、絵画などのオークションを主催している。目録しか残っていない行方不明の絵画を次々発見していることから、「美術界の007」と呼ばれている。ファラとは男女の仲だが、コレクションを集めるための金蔓としか思っていない。
セバスチャン
声 - ファブリース・ブディック（仏語）
フランスのニースで娘と二人レストランを経営する温厚な男性。二階を下宿として枝村に貸しているが、フランス語ができない枝村とは会話が成立しない。亡くなった妻が残した借金に悩んでいる。
マリー
声 - 若井友希、レティシア・リエナール（仏語）
セバスチャンの娘。英語も話せるため、枝村と父の間で通訳もしている。母親を亡くしているため父と二人暮らし。
ファラ・ブラウン
声 - 本田貴子
イギリスで父親が創業したファッションメーカーの二代目女社長で未婚。コールマンのパトロンで、彼が推薦する絵画作品を多数購入している。大の虫嫌い。
ティム
声 - 中村章吾
ファラに仕える男性の執事。ファラのことを第一に考えているため、コールマンの言いなりになって高価な絵画収集しているのを快く思ってない。
トーマス・メイヤー
声 - 平川大輔
売れない画家でシンシアの元恋人。コールマンに依頼されて金のために贋作を描いたが、金を手にしたことで性格が変わってしまい、シンシアと別れる。そのことを後悔し、自分が描いた贋作を全て買い集めたため莫大な借金を背負っている。

### CASE4: Wizard of Far East
朱雀アケミ
声 - 高島雅羅
犯罪組織朱雀連合会会長。着物姿の女ボス。一人息子がいるが裏稼業に合わず、絶縁状態になっている。枝村を気に入り、側近にする。
石神
声 - 関智一
枝村が再就職したスカーレット商会の社長。物腰は柔らかいが、朱雀連合会の犯罪行為に加担しており、会長のアケミに必死で仕えている。
劉 暁
声 - 阪口周平 / 瞳音（中国語）
上海マフィア「龍虎幇（ロンフーバン）」のボス。細長な顔立ちと福耳が特徴。朱雀連合会から独立したがっている。日本文学が好きで、アケミとの交渉には優秀な通訳が重要と考えている。
陳 堯
声 - 最上嗣生 / 图特哈蒙（中国語）
「龍虎幇」の幹部で、劉の右腕。体格が良く、顔に大きなキズがある。荒々しい性格で、言葉が通じないのをいいことにアケミにも強気な姿勢を崩さない。
ドロシー
声 - 小松由佳
自称・史上最高の天才コンフィデンスレディ。銀髪に褐色の肌、分厚い唇が特徴の小柄な女性。ハイテンションで喋りはじめると止まらない。悪い奴しか騙さない、殺さないが信条。投資詐欺のヒューゴ（声 - 佐々健太）をターゲットにしたとき、被害者リストからローランを見つけ、傷害事件を起こすようしむけスカウトした。
ローランからのプロポーズを受け入れ、最後の大仕事で足を洗おうとするが偶然エチオピアのプリンセスを騙ったことがバレて失敗し、龍虎幇からクルーザーの上で撃たれて海に落ちたまま消息不明となる。
シャンシャン
声 - 小连杀（中国語）/ 小松由佳
最終話Cパートに登場。台湾の小島に老夫婦と住んでいる、記憶喪失の小柄な女性。ローランが捨てたと思しき指輪をはめ「まあまあね」とつぶやく。
五十嵐（いがらし）
声 - 小手伸也
ローランと手を組んだ信用詐欺師（コンフィデンスマン）。易者に扮して劉にアドバイスした。
ドラマ『コンフィデンスマンJP』からのコラボ出演。ドラマでも演じた小手伸也が声を担当している。

## スタッフ
|                                                                     | 第1作                        | razbliuto                    |
| ------------------------------------------------------------------- | ---------------------------- | ---------------------------- |
| 監督                                                                | 鏑木ひろ                     | 鏑木ひろ                     |
| 副監督                                                              | 益山亮司                     | 手島舞                       |
| シリーズ構成・脚本                                                  | 古沢良太                     | 岸本卓、鏑木ひろ             |
| キャラクターデザイン                                                | 貞本義行                     | 加藤寛崇                     |
| サブキャラクター デザイン（第1作） オリジナルデザイン （razbliuto） | 加藤寛崇                     | 貞本義行                     |
| 脚本監修                                                            | N/A                          | 古沢良太                     |
| イメージデザイン                                                    | N/A                          | syo5                         |
| デザインワークス                                                    | 奥田明世、石橋翔祐           | 奥田明世、石橋翔祐           |
| デザインワークス                                                    | 清水慶太                     | N/A                          |
| コンセプトデザイン                                                  | 丹地陽子                     | 丹地陽子                     |
| 美術監督                                                            | 竹田悠介                     | 竹田悠介                     |
| 美術監督                                                            | N/A                          | 須藤裕見子                   |
| 美術設定                                                            | 藤井一志                     | 藤井一志                     |
| 色彩設計                                                            | 小針裕子                     | 小針裕子                     |
| 撮影監督                                                            | 出水田和人                   | 出水田和人                   |
| 編集                                                                | 今井大介                     | 今井大介                     |
| 音楽                                                                | やまだ豊                     | やまだ豊                     |
| 音楽制作                                                            | フジパシフィックミュージック | 未公表                       |
| 音響監督                                                            | はたしょう二                 | はたしょう二                 |
| ミュージックエディター                                              | 千田耕平                     | 未公表                       |
| チーフプロデューサー                                                | 伊藤整、高瀬透子             | 伊藤整、高瀬透子             |
| プロデューサー                                                      | 宋京舟、尾崎紀子、齋藤雅哉   | 上田陽子、榎本香菜、齋藤雅哉 |
| アニメーション プロデューサー                                       | 岡田麻衣子                   | 岡田麻衣子                   |
| アニメーション制作                                                  | WIT STUDIO                   | WIT STUDIO                   |
| 制作                                                                | Great Pretenders             | 未公表                       |

## 楽曲
「G.P.」
やまだ豊作曲による第1作オープニングテーマ。
「The Great Pretender」
フレディ・マーキュリーによる第1作エンディングテーマ。作詞・作曲はバック・ラム。
エンディング曲のアニメは、フレディ・マーキュリーのミュージックビデオを真似た演出となっており、フレディやコーラスの人物らが猫として描かれている。

## 各話リスト
| 1 | CASE1_1: Los Angeles Connection | 鏑木ひろ                     | 鏑木ひろ 白幡良志之   | 清水慶太 荒尾英幸                                                                        | 加藤寛崇          | 2020年 7月9日 |
| 詐欺師の枝村真人は仲間の工藤と組んで、浅草の外国人観光客から金を騙し取るが逆に30万円入った財布をすり替えられてしまう。アパートを警察に囲まれ、脱出した枝村は、財布を盗ったローランとタクシーで乗り合わせる。枝村はそのままローランとロサンゼルスに渡航。ローランが日本の品物を売りつけに行くと聞いた枝村は、自分がより高く売りつけたら金を返し手下になれと要求。二人はエディ・カッサーノの豪邸を訪問。ローランはただのドロップを日本の合成麻薬「サクラマジック」と偽ってカッサーノに500万ドルで売りつけ、枝村を開発者と紹介する。ドロップを服用した取り巻きのアビーは狂喜。全てを察した枝村はその場から逃げ出すが、ローランとアビーに捕まり、気が付くとハリウッドサインに逆さ吊りにされていた。 |                                 |                              |                       |                                                                                          |                   |               |
| 2 | CASE1_2: Los Angeles Connection | 鏑木ひろ 有田周平            | 片桐崇 茉田哲明       | 石橋翔祐 荒尾英幸                                                                        | 加藤寛崇          | 7月16日       |
| 過去に就職した会社で詐欺罪で逮捕され執行猶予がついた枝村。母親の美紀（声 - 恒松あゆみ）を亡くし、再就職もできず詐欺師となっていた。ローランはカッサーノにサクラマジックの開発者を呼べと言われ、日本でキム・シウォンにスカウトさせたのが枝村だったと明かす。夜、枝村はホテルから抜け出す。ローランは枝村をあきらめ仕切り直そうと、カッサーノ邸を再訪するが、そこにはカッサーノと1000万ドルの独占契約を結び、プールで遊ぶ枝村の姿があった。 |                                 |                              |                       |                                                                                          |                   |               |
| 3 | CASE1_3: Los Angeles Connection | 京極尚彦                     | 平向智子 茉田哲明     | 奥田明世 加藤万由子                                                                      | 加藤寛崇          | 7月23日       |
| 枝村は一人ホテルを出たあと、一晩でサクラマジックのレシピをでっちあげ、カッサーノを再訪。自分が不遇な研究者であること、カッサーノのB級映画「灼熱シリーズ」の素晴らしさを訴え、サクラマジックをレシピ付きで1000万ドルで売ることに成功する。カッサーノは念のため、日本の研究所に枝村を照会していたが、工藤とキムが所員になりすましごまかしていた。ロス市警のアンダーソン警部はカッサーノに買収されていたが、FBI捜査官のポーラ・ディキンスが現れ、ローランとカッサーノを逮捕すると宣言。カッサーノは枝村に自分の麻薬工場でサクラマジックを試作するよう要求。ローランは枝村の研究室でなければ作れないと助け船を出すが、カッサーノは工場を研究室にリノベーションすると答え、枝村の身柄をサラザールに預ける。 |                                 |                              |                       |                                                                                          |                   |               |
| 4 | CASE1_4: Los Angeles Connection | 益山亮司                     | 益山亮司              | 野崎あつこ                                                                               | 加藤寛崇          | 7月30日       |
| サラザール家に寝泊まりする枝村は逃げ場を失う。夜中アビーが侵入し、枝村に麻薬製造の動画を見せる。翌日サラザールは枝村を野球観戦に連れ出すが、施設に預けた息子・トムの面会日と知った枝村はトムを迎えに行かせる。3人は遊園地で遊ぶが、枝村はトイレでポーラたちに囲まれる。ポーラはおとり捜査への協力を持ち掛け、眼鏡型通信機を渡す。枝村は寝室に隠しカメラを発見。サラザールは枝村の正体を知った上で、カッサーノに報告せず忍従していた。息子のため悪事に手を染めざるを得ない姿に、枝村は弁護士の父親・尾崎誠司（声 - 咲野俊介）が未成年人身売買で逮捕されたことを思い出す。 |                                 |                              |                       |                                                                                          |                   |               |
| 5 | CASE1_5: Los Angeles Connection | 出合小都美                   | 白幡良志之 今井友紀子 | 清水裕輔 清水慶太 神谷美也子 西原恵利香                                                  | 加藤寛崇          | 8月6日        |
| サクラマジック試作の日を迎える。枝村が偽のサクラマジックを作ると、カッサーノはようやくローランに金を支払う。そこへポーラとFBIたちが乗り込んでくる。銃撃戦でローランとアビーは死亡、カッサーノは身柄を拘束される。カッサーノはポーラを買収しようとするが、ポーラはカッサーノの全財産1億ドルを要求。カッサーノはしぶしぶ要求を呑む。失神した枝村が目を覚ますと、そこはポーラになりすましていた詐欺師シンシアの別荘で、ローランとアビー、FBIに化けていた仲間たちが祝杯をあげていた。ローランたちコンフィデンスマンはカッサーノから合計1億1千万ドルを騙し取り、カッサーノは本物のFBIに逮捕されていた。枝村はローランから仲間に誘われるが断り、金をもらって帰国すると、これまでの人生にけじめをつけるため交番に出頭する。 |                                 |                              |                       |                                                                                          |                   |               |
| 6 | CASE2_1: Singapore Sky          | 江崎慎平                     | 鈴木孝聡              | 荒尾英幸 石橋翔祐 手島舞 加藤万由子                                                      | 浅野恭司          | 8月13日       |
| 刑務所から出所した枝村は、ローランの誘いを断り、自動車整備工として働きはじめる。親方の中之島正吾（声 - 多田野曜平）に気に入られた枝村はプロペラ飛行機の整備を教えられ、エアレースチームの整備工として海外に送り出される。ローランたちは、ラスベガスで偽の闘技場を開催し、シンシアの色仕掛けと八百長試合で会社社長から全財産を巻き上げていた。枝村が派遣されたのはシンシアの別荘で、ローランたちが作った「エアレースチーム・コンフィデンス」に参加するはめになる。ローランがターゲットにしたのはシンガポールで「パスファィンダーレース」を主催するイブラヒム兄弟。枝村は自分が整備した飛行機にアビーと乗り、エンジントラブルで墜落。自分が腕利きの整備士に見えるよう仕込まれただけと知る。 |                                 |                              |                       |                                                                                          |                   |               |
| 7 | CASE2_2: Singapore Sky          | 酒井かずお                   | 片桐崇 今井友紀子     | 奥田明世 阿部愛由美                                                                      | 加藤寛崇          | 8月20日       |
| 一同はシンガポールに移動。パスファインダーレースは兄でプロモーターのサムが相手を買収し、弟でパイロットのクラークを無敗のチャンピオンにすることで人気を得た八百長レースだった。1年前のオーストラリアでのレースでは負けるはずのルイス・ミューラーが本気で優勝を狙ったが、エンジンに細工され重傷を負っていた。シンシアとアビーは大会史上初の女性オーナー・女性パイロットとしてレースに出場、予選タイムをクリア。枝村はネットでレースの悪評を流し、シンシアは人気回復のためサムにアビーを使うよう持ち掛ける。だが翌日のレースでアビーは劣勢となり、サムは八百長を期待したシンシアを嘲る。アビーは過去の記憶と戦いながら実力でレースに勝利。会場の盛り上がりを見たサムは、決勝をクラーク対アビーに変更する。 |                                 |                              |                       |                                                                                          |                   |               |
| 8 | CASE2_3: Singapore Sky          | 白幡良志之                   | 白幡良志之            | 西原恵利香 荒尾英幸 阿部愛由美 加藤万由子                                                | 浅野恭司          | 8月27日       |
| ローランは偽の裏カジノの準備を始める。シンシアは色仕掛けでサムを誘うが相手にされない。ローランはルイス・ミューラーと妻のイザベルを呼び寄せる。イブラヒム兄弟の前で、イザベルは枝村を腕利きの整備士としてシンシアに紹介する。メカニックが一人急に抜けたイブラヒム兄弟は、枝村を呼び出し飛行機の整備をさせる。そこへルイスのパトロンの女マフィアに扮したキムがあらわれ、枝村がルイスに勝負をけしかけエアレースの裏カジノで儲けるつもりだったと暴露。キムの嘘を信じたサムは枝村を雇い入れ、変装して裏カジノに案内させる。 |                                 |                              |                       |                                                                                          |                   |               |
| 9 | CASE2_4: Singapore Sky          | 野村和也                     | 茉田哲明              | 野崎あつこ 神谷美也子                                                                    | 加藤寛崇 浅野恭司 | 9月3日        |
| サムは裏カジノに通い、アビーに大金を賭けて勝ち続ける。ローランは身分を偽ったという理由でサムを出禁にする。カジノにはまったサムは、自分の代わりに枝村にカジノに行かせるが、枝村はアビーに賭けると怪しまれると忠告。カイオ・ビスコンティ（声 - 井上雄貴）に賭けることになる。シンシアとアビーはビスコンティの飛行機のオイルタンクに薬剤カプセルを仕込み、ビスコンティの飛行機は海上に墜落。大損したサムは激怒。枝村はアビーの様子が気になっていた。アビーは少年兵として戦っていた過去を思い出していた。夜、アビーは車いすのルイスと散歩に出かけ、ルイスが多国籍軍として、2003年3月バグダットを爆撃したかと問う。 |                                 |                              |                       |                                                                                          |                   |               |
| 10 | CASE2_5: Singapore Sky          | 益山亮司                     | 桜美かつし            | 清水裕輔 荒尾英幸 西原恵利香 加藤万由子                                                  | 浅野恭司          | 9月10日       |
| ルイスに激怒するアビーを枝村はなだめる。クラークは、昨年ルイスに真剣勝負を持ち掛けて結果的に彼を再起不能にしたと枝村に打ち明ける。決勝戦当日、負けを取り返したいサムはシンシアの仲介でカジノ出禁を解いてもらい、クラークに2500万ドル賭ける。アビー、ルイス、クラークの因縁を知った枝村は、飛行機にカプセルを仕込むのをやめ、アビーの代わりにルイスを搭乗させる。真剣勝負の末、クラークが勝利。しかし、ローランのカジノではアビー勝利の偽中継映像と勝利の花火の色をアビーの紫に変えるガラスフィルムによりサムを欺き、賭け金全額を巻き上げるのに成功。枝村とパラシュートで海上に着水したアビーはようやく過去から決別し笑顔を見せる。 |                                 |                              |                       |                                                                                          |                   |               |
| 11 | CASE3_1: Snow of London         | 誌村宏明                     | 赤松康裕              | 菊池聡延 宮村明 田村恭穂                                                                 | 加藤寛崇          | 9月17日       |
| 枝村はフランスのニースで言葉に苦労しながら寿司職人として働きはじめる。だが店は閉店、下宿の主人セバスチャンと娘のマリーも借金のため家を売るという。枝村は寿司店にクレームをつけた男に下宿に飾ってあった絵を売りつけることを思いつく。シンシア、アビー、工藤を呼び寄せ、パリの画廊で絵を2万5千ユーロで売却することに成功。だが男の正体はイギリスの美術鑑定士ジェームス・コールマンであり、絵は推定価格2千万ユーロの幻の絵「ロンドンの雪」だった。ローランにからかわれ落ち込む枝村に、シンシアはコールマンから絵を取り戻し破滅させると宣言する。 |                                 |                              |                       |                                                                                          |                   |               |
| 12 | CASE3_2: Snow of London         | 今井友紀子                   | 今井友紀子            | 阿部愛由美 奥田明世                                                                      | 浅野恭司          | 9月24日       |
| 若き日のシンシアはロンドンで売れない画家トーマスと同棲していた。ロンドンに潜入したローラン一味はコールマンの周囲を探る。コールマンは女社長のファラと男女の仲で自分好みの絵をファラに落札させ、コレクションしていた。ローランはコールマンのオークションに参加。ファラに競り勝ち、「ロンドンの雪」を3千万ポンドで落札。ローランは「ロンドンの雪」の贋作をファラに買い戻させようと画策。シンシアは贋作のうまい画家がいるという。 |                                 |                              |                       |                                                                                          |                   |               |
| 13 | CASE3_3: Snow of London         | 二村秀樹                     | 手島舞                | 清水裕輔 荒尾英幸 加藤万由子 芝田千紗                                                    | 加藤寛崇          | 10月1日       |
| 枝村はシンシアの指示で画家のトーマス・メイヤーを探し当てるが、彼は筆を折り、200万ポンドの借金に追われる身だった。トーマスは、過去にコールマンに贋作の才能を見出され、依頼に応じて、未発見とされる絵画を作成していたが、恋人のシンシアに去られていた。アビーはコールマンに弟子入りし、ローランは闇美術商と吹き込む。シンシアはトーマスに贋作を依頼するが断られる。トーマスは枝村に、贋作制作で自責の念に駆られ、借金して自分の絵を買い戻していたと打ち明ける。枝村はシンシアの思いを伝え、アトリエに案内する。トーマスは不眠不休で「ロンドンの雪」の贋作を描き上げる。 |                                 |                              |                       |                                                                                          |                   |               |
| 14 | CASE3_4: Snow of London         | 金森陽子                     | 金森陽子              | 石橋翔祐 髙部光章 西原恵利香                                                             | 浅野恭司          | 10月8日       |
| コールマンの元にローランから闇オークションの招待状が届く。コールマンはファラに不動産を処分させ5千万ポンドを用意し、オークションに臨む。アビーは執事のティムに接触。ティムとアビーは休憩時間に外に出たファラにコールマンの正体を暴露する。オークションが再開されるとファラの代わりにシンシアが参加。贋作の「ロンドンの雪」で二人は競り合い、コールマンは1億ポンドで落札。だがファラはコールマンと絶縁。コールマンは全財産を失い負債まで抱えることになった。「ロンドンの雪」がセバスチャンの店に戻るが、枝村は本物はオークションに出したと告白する。シンシアはトーマスと顔を合わせ、昔の恋にけりをつける。 |                                 |                              |                       |                                                                                          |                   |               |
| 15 | CASE4_1: Wizard of Far East     | 益山亮司                     | 益山亮司              | 阿部愛由美 荒尾英幸 西島央桐 加藤万由子 奥田明世 清水裕輔                                | 加藤寛崇          | 10月22日      |
| 帰国した枝村は母親の墓前にこれまでの出来事を報告し、今度こそ詐欺師から足を洗うと決意。スカーレット商会に就職する。枝村は社長の石神に連れられ、朱雀連合会の会長・朱雀アケミに紹介される。石神は枝村を連れてベトナムの貧しい農村で児童人身売買を行う。スカーレット商会は朱雀連合会のフロント企業で就職するよう仕向けたのはローランだった。 |                                 |                              |                       |                                                                                          |                   |               |
| 16 | CASE4_2: Wizard of Far East     | 森田宏幸                     | 白幡良志之            | 河毛雅妃 島袋菜津希 髙部光章 万怡 中田久美子 Kwon Yong Sang 奥田明世 石橋翔祐 西原恵利香 | 浅野恭司 加藤寛崇 | 10月29日      |
| スカーレット商会では買い取った子供たちを会社のビルに隠して世話していた。シンシアがキムを連れてあらわれ、石神に「プリンセス」を売ると持ち掛ける。シンシアたちはUAEでクラーク・イブラヒムの妹王女に扮したアビーを誘拐。アケミに10億円で売りつける。深夜、ローランがアビーを脱走させ、金を騙し取る計画だったが、枝村は会社に匿われている子供たちも解放しようとする。だが親に売られ行き場のない子供たちは脱走を拒否。計画は失敗する。 |                                 |                              |                       |                                                                                          |                   |               |
| 17 | CASE4_3: Wizard of Far East     | 二村秀樹 益山亮司            | 茉田哲明              | 山田歩                                                                                   | 浅野恭司          | 11月5日       |
| 枝村は出所したあと消息不明になった父親を恨んでいた。アケミは枝村を中国語通訳に指名し、上海の犯罪組織「龍虎幇（ロンフーバン）」の幹部・陳 堯との会見に臨む。かつて朱雀連合会の下部組織だった龍虎幇は独立を主張し、上納金を拒否。話し合いは物別れに終わる。枝村は相手側の通訳・オズが自分の父親だと気づき、ローランの計画の意図を知る。枝村はオズと話し合い、彼を脱走計画の仲間に入れる。その夜、枝村は子供たちを脅し、アビーと共にシンシアのバスで脱走するが、すぐに石神たちに捕まる。密告したのはオズだった。 |                                 |                              |                       |                                                                                          |                   |               |
| 18 | CASE4_4: Wizard of Far East     | 今井友紀子                   | 今井友紀子            | 北山修一 荒尾英幸 阿部愛由美 志賀道康 加藤万由子                                         | 浅野恭司 加藤寛崇 | 11月12日      |
| 枝村、アビー、シンシアはクルーザーの上でアケミたちに尋問される。オズはシンシアとアビーを射殺して海に沈め、枝村を見逃してやるよう頼むが、アケミは枝村に拳銃を持たせ、オズを始末させる。それから3日、物も食べず放心状態が続く枝村。アケミは枝村に食事を食べさせ慰める。2か月後、回復した枝村はアケミの側近として働いていた。枝村は児童オークションの仕切りをまかせられ、アケミの屋敷で同居することになった。アパートに帰宅した枝村の前に死んだはずのオズが現れる。龍虎幇社長・劉 暁は有名な易者に事を進めるチャンスは今だと占われ、オズに代わる通訳を探し始める。易者を送り込んだのはローランだった。オズは枝村にローランの過去を語る。ローランは母のエマを亡くしたあと、パリで賭けポーカーで暮らしていたが、母から金を騙し取ったヒューゴを見つけ、ナイフで襲う。だが、ヒューゴの愛人・ドロシーがヒューゴを庇い刺される。 |                                 |                              |                       |                                                                                          |                   |               |
| 19 | CASE4_5: Wizard of Far East     | 渡辺歩 今井友紀子 桜美かつし | 安部祐二郎            | 清水裕輔                                                                                 | 加藤寛崇 浅野恭司 | 11月19日      |
| ローランはドロシー、キム、オズのアジトに招かれる。事件はローランをコンフィデンスマンの一味に引き入れるための作戦だった。一同はヒューゴを皮切りに各国でコンゲームを仕掛ける。ドロシーと恋に落ちたローランは彼女にプロポーズし、危ない仕事から身を引くよう頼む。ドロシーはローランとフィンランドでオーロラを見たあと引退を決意。最後の仕事は上海の龍虎幇。ローランは陳 堯の通訳に潜り込み、オズは児童を買いあさる日本人になりすます。キムは陳にエチオピアの王女を売り込む。 |                                 |                              |                       |                                                                                          |                   |               |
| 20 | CASE4_6: Wizard of Far East     | 出合小都美                   | 手島舞                | 奥田明世 阿部愛由美                                                                      | 加藤寛崇 浅野恭司 | 11月26日      |
| キムは日本に留学中のエチオピア王女に扮したドロシーを誘拐し、龍虎幇に売りつける。金を騙し取り、ローランが脱出させる計画だったが、新聞に本物の王女の写真が掲載され、詐欺は失敗。ドロシーはローランの目の前で撃たれて船から落とされる。オズは身を守るため、朱雀連合会を道連れに逮捕、服役。キムはなんとか逃げおおせる。ドロシーを亡くし部屋に引きこもるローランの前にキムがあらわれ激励。ローランは再びコンフィデンスマンとして立ち上がり、シンシアやアビーをスカウト。出所したオズは入院中の妻・美紀をこっそり見舞ったあと、上海に渡り、龍虎幇に謝罪して通訳となる。 |                                 |                              |                       |                                                                                          |                   |               |
| 21 | CASE4_7: Wizard of Far East     | 金森陽子                     | 金森陽子              | 佐藤誠之 関みなみ 髙部光章 芝田千紗                                                      | 加藤寛崇 浅野恭司 | 12月3日       |
| 海に落とされたアビー、シンシア、オズはローランのクルーザーで救われ無事だった。全ては枝村をアケミの側近にするための作戦だった。ローランは上海に渡り、旧知の劉 暁の通訳に返り咲く。オズから話を聞いた枝村は複雑な心境ながらもローランたちへの協力を承諾する。劉 暁はローラン、アケミは枝村を通訳にしてテレビ会談に臨む。ローランと枝村は打ち合わせどおり間違った通訳を続け、朱雀会は相手の組織を買い取るため、龍虎幇は手切れ金として1000億円を用意するよう仕向ける。劉はアケミを暗殺するため毒針を仕込んだ指輪を準備。アケミもドスを仕込んだ椅子で迎え撃つつもりでいた。アビーたちは枝村が心変わりしないかと危ぶむ。 |                                 |                              |                       |                                                                                          |                   |               |
| 22 | CASE4_8: Wizard of Far East     | 田頭しのぶ                   | 益山亮司 片桐崇       | 西原恵利香 張紹偉 荒尾英幸                                                               | 加藤寛崇 浅野恭司 | 12月10日      |
| 龍虎幇が来日。朱雀連合会の会長室で劉とアケミのトップ会談がはじまる。金と有価証券を出し合い、お互い異変に気付いたところで、警察の特殊部隊に扮したシンシアたちが突入し、金を押収する。ところがオズを恨んだ枝村が裏切り、カッサーノと銃をもった一団が乱入。アケミたちは部屋から追い出され、中で銃撃戦がはじまる。銃声が収まった部屋に入ってみると、中はもぬけのカラで一同は無人島のハリボテのビルに居たことに気付く。 |                                 |                              |                       |                                                                                          |                   |               |
| 23 | CASE4_9: Wizard of Far East     | 田頭しのぶ                   | 鏑木ひろ              | 石橋翔祐 奥田明世 髙部光章 阿部愛由美 佐藤誠之 関みなみ                                  | 加藤寛崇 浅野恭司 | 12月17日      |
| ローランたちは無人島に偽の朱雀連合会会長室を建設。ローランと枝村はそれぞれの幹部を睡眠薬で眠らせ、無人島に運び込んでいた。だが、枝村はこっそりカッサーノたちに小道具の手配を頼み、ローランや父親を出し抜くため銃撃戦を仕掛けたのだった。詐欺に成功し、クルーザーで祝杯を挙げる一同。ローランはドロシーの思い出の指輪を海に捨てる。仕事を終えたコンフィデンスマンたちはそれぞれの道を行く。アメリカでは元俳優のラジーが大統領に就任。ローランは再び動き出す。 |                                 |                              |                       |                                                                                          |                   |               |

## 放送局
| 放送期間                 | 放送時間                     | 放送局         | 対象地域   | 備考                                        |
| ------------------------ | ---------------------------- | -------------- | ---------- | ------------------------------------------- |
| 2020年7月9日 - 12月17日  | 木曜 0:55 - 1:25（水曜深夜） | フジテレビ     | 関東広域圏 | 製作参加 / 『+Ultra』枠                     |
|                          | 木曜 1:55 - 2:25（水曜深夜） | テレビ西日本   | 福岡県     |                                             |
| 2020年7月10日 - 12月18日 | 金曜 1:55 - 2:25（木曜深夜） | 関西テレビ     | 近畿広域圏 |                                             |
| 2020年7月12日 - 12月20日 | 日曜 1:45 - 2:15（土曜深夜） | 東海テレビ     | 中京広域圏 |                                             |
| 2020年7月13日 - 12月21日 | 月曜 1:10 - 1:40（日曜深夜） | 北海道文化放送 | 北海道     |                                             |
| 2020年7月16日 - 12月24日 | 木曜 0:00 - 0:30（水曜深夜） | BSフジ         | 日本全域   | 製作参加 / BS/BS4K放送 / 『アニメギルド』枠 |

インターネットではNetflixにて2020年6月2日より、物語の区切りごとに先行配信されている。日本以外の全世界ではNetflixにより"Netflix Original"として配信される。

## Blu-ray
| 巻             | 発売日         | 収録話          | 規格品番   |
| -------------- | -------------- | --------------- | ---------- |
| CASE 1         | 2020年12月16日 | 第1話 - 第5話   | TBR-31041D |
| CASE 2         | 2021年1月20日  | 第6話 - 第10話  | TBR-31042D |
| CASE 3         | 2021年2月17日  | 第11話 - 第14話 | TBR-31043D |
| CASE 4【前篇】 | 2021年3月17日  | 第15話 - 第19話 | TBR-31044D |
| CASE 4【後篇】 | 2021年4月21日  | 第20話 - 第23話 | TBR-31045D |

## 漫画
円井大地による漫画が『MAGCOMI』および『LINEマンガ』にて2020年6月10日から8月20日まで連載された。その後は円井の体調不良により休載となり、12月24日に連載終了が告知された。同年7月10日にブレイドコミックス（マッグガーデン）からコミックス第1巻が発売された。ISBN 978-4-8000-0993-7

## 舞台
音楽劇「GREAT PRETENDER グレートプリテンダー」が2021年7月に東京・東京建物 Brillia HALL、8月に大阪・オリックス劇場で上演。

### キャスト
- 枝村真人 - 宮田俊哉
- ローラン・ティエリー - 美弥るりか
- 北大路 - 加藤諒
- アビゲイル・ジョーンズ（アビー） - 山本千尋
- ポーラ・ディキンス - 仙名彩世
- 工藤 - 福本伸一
- キム・シウォン - 平田敦子
- サラザール - 三上市朗
- エディ・カッサーノ - 大谷亮介

### スタッフ（舞台）
- 監修 - 古沢良太
- 脚本 - 斎藤栄作
- 演出 - 河原雅彦
- 音楽監督 - 立川智也
- 劇中歌作詞・作曲 - 瓜生明希葉
- 作曲 - TYM’S GENE